# Шашков, Валентин Сергеевич
Валентин Сергеевич Шашков (1 июля 1962) — советский, узбекистанский и таджикистанский футболист, выступавший на всех позициях в поле. Играл за сборную Таджикистана.

## Биография
Воспитанник узбекистанского футбола, окончил среднюю школу в г. Тойтепа Ташкентской области.
Начал выступать на взрослом уровне в 1980 году в составе клуба «Бустон» (Джизак) в первой лиге. Затем выступал за ряд команд второй лиги, представлявших Узбекскую ССР, в том числе «Янгиер», «Шахрихончи», «Зарафшан», «Согдиана», «Сохибкор». В общей сложности сыграл более 250 матчей во второй и второй низшей лигах СССР. В 1983 году сыграл 8 матчей за дубль «Пахтакора» в первенстве дублеров высшей лиги.
В 1993 году выступал в высшей лиге Узбекистана за «Шифокор» (Гулистан), сыграл 6 матчей и забил 3 гола. На следующий год играл в чемпионате Таджикистана за «Пахтакор» (Пролетарск), стал бронзовым призёром чемпионата и занял третье место в споре бомбардиров с 24 голами. В 1995 году выступал в третьей лиге России за «Шахтёр» (Шахты).
В апреле 1994 года играл за сборную Таджикистана на международном турнире в Ташкенте. Дебютный матч сыграл 11 апреля 1994 года против Казахстана. Всего сыграл 4 матча и забил один гол — 17 апреля 1994 года в ворота Узбекистана (1:1).
После окончания игровой карьеры живёт в Ташкенте. Работал линейным арбитром на матчах высшего дивизиона Узбекистана, позднее — инспектором матчей.